# سيلفستر باريت
سيلفستر باريت (بالأيرلندية: Sylvester Barrett) (و. 1926 – 2002 م) هو سياسي من جمهورية أيرلندا، والدولة الأيرلندية الحرة، توفي عن عمر يناهز 76 عاماً.

## مناصب
تولى منصب عضو في البرلمان الأوروبي (24 يوليو 1984–24 يوليو 1989)
- نائب دييل (14 ديسمبر 1982–20 يناير 1987)"Sylvester Barrett – Houses of the Oireachtas". مؤرشف من الأصل في 2019-04-10.
- نائب دييل (9 مارس 1982–4 نوفمبر 1982)
- نائب دييل (30 يونيو 1981–27 يناير 1982)
- وزير الدفاع  [لغات أخرى]‏ (15 أكتوبر 1980–30 يونيو 1981)
- Minister for Housing, Local Government and Heritage [الإنجليزية]‏ (5 يوليو 1977–15 أكتوبر 1980)
- نائب دييل (5 يوليو 1977–21 مايو 1981)
- نائب دييل (14 مارس 1973–25 مايو 1977)
- نائب دييل (2 يوليو 1969–5 فبراير 1973)
- نائب دييل (14 مارس 1968–21 مايو 1969).

## التعليم
تعلم في University of Galway ‏.